# Жир (альбом)
«Жир» — шестой студийный альбом музыкального коллектива «Н.О.М.» (Неформальное Объединение Молодежи), записанный в 1997 году на студии «A&M» (г. Санкт-Петербург).
В 1997 году группа распалась и получившиеся половинки стали называть по названиям альбомов каждой, соответственно альбом «Жир» принадлежит коллективу «НОМ-Жир» (официально музыканты не расставались со старым названием). В музыкальном плане «Жир» наследовал привычному камерному стилю «Н.О.М.а»

## Список композиций
1. АЧ (А, черт!)
2. РС (Родная сторона)
3. Пт (Птицы)
4. ФГ (Фиолетовые гномы)
5. ММ (Magic mushrooms)
6. ЧИ-3 (Чорт Иваныч-3)
7. ДТ-2 (Дедушкин табак-2)
8. ЧЛ (Черные лапки)
9. СХ (Суперхозяин)
10. ОЧ (Озорные чудаки)
11. Ур (Урожай)
12. ПЛ (Планета людей)

Bonus track:
1. MB (Mercedes Benz)

## В записи приняли участие
- И. Н. Турист — вокал, перкуссия
- А.Кагадеев — бас, вокал, перкуссия
- А.Ливер — бас-вокал
- В.Лапин — электрогитара, мандолина (7,8), акустическая гитара (5), ирландская флейта (8)
- Б.Шавейников — барабаны
- Н.Гусев — электроорган
- Н.Рубанов — саксофон (3)
- С.Бутузов — акустическая гитара (11)
- А.Кипяткова — вокал (3,10,12)
- Дж. Джоплин — вокал (13)

## Издания
- 1998 — Solyd Records (CD, Компакт-кассета).

## Интересные факты
- В 2002 году увидел свет второй официальный «The Best» НОМ-15. 1987—2002. Альбом «Жир» представлен на нём песней «Черные лапки».
- На песню «Фиолетовые гномы» был снят видеоклип.
- Слово «жир» не имеет какого-либо конкретного смысла и навеяно ассоциациями от слов «пассажир», «барражирует», «автожир», «жирандоль» и прочих[3].